# Chrysometa explorans
Chrysometa explorans är en spindelart som först beskrevs av Chamberlin 1916.  Chrysometa explorans ingår i släktet Chrysometa och familjen käkspindlar.
Artens utbredningsområde är Peru. Inga underarter finns listade i Catalogue of Life.